# Provincia de Hualgayoc
La provincia de Hualgáyoc es una de las trece que conforman el departamento de Cajamarca en el norte del Perú. Limita por el norte con la provincia de Chota, por el este con la provincia de Celendín, por el sur con la provincia de Cajamarca y la provincia de San Pablo, y por el oeste con la provincia de San Miguel y la provincia de Santa Cruz.
Desde el punto de vista jerárquico de la Iglesia católica, forma parte de la diócesis de Cajamarca, sufragánea de la arquidiócesis de Trujillo.

## Historia
La provincia de Hualgáyoc fue creada por ley del 24 de agosto de 1870, en el gobierno del presidente José Balta. Su territorio se extendía por lo que actualmente son las provincias de su nombre: San Miguel y Santa Cruz, excepto los distritos de Chancaybaños, La Esperanza, Secsi y Uticyacu. Su capital fue el centro minero de Hualgayoc.

## Geografía
La provincia tiene una extensión de 777,25 km².

## División administrativa
La provincia se divide en tres distritos:
- Bambamarca
- Chugur
- Hualgayoc

## Población
La provincia tiene una población aproximada de 94 076 habitantes (INEI, 2005).

## Capital
La capital de la provincia es la ciudad de Bambamarca.

## Autoridades

### Regionales
- Consejero regional
  - 2019-2022:[4] Gilberto Regalado Bustamante (Alianza para el Progreso)

### Municipales
- 2019-2022[4]
  - Alcalde: Marco Antonio Aguilar Vásquez, de Restauración Nacional.
  - Regidores:

  1. Carlos Humberto Cruzado Benavides (Restauración Nacional)
  2. Alexander Leonel Rubio Aguilar (Restauración Nacional)
  3. César Alfonso Vásquez Zamora (Restauración Nacional)
  4. Abelardo Escobar Huamán (Restauración Nacional)
  5. Rogerio Julón López (Restauración Nacional)
  6. Dalton Guevara Sánchez (Restauración Nacional)
  7. Halder Iván Caruajulca Vilas Restauración Nacional)
  8. Irma Emilia Saldaña Madueño (Alianza para el Progreso)
  9. Nelson Edgardo Plasencia Obando (Alianza para el Progreso)
  10. Glicerio Herrera Salazar (El Frente Amplio por Justicia, Vida y Libertad)
  11. César Gonzalo Mejía Lozano (Partido Democrático Somos Perú)

## Festividades
- 21 de junio: Día del Padre
- 16 de julio: Virgen del Carmen
- En febrero: El carnaval

## Costumbres
- El pararaico (cuando se construye una casa nueva)
- El vota luto (se celebra cuando se cumple un año del fallecimiento de un ser querido)
- Corte de pelo (se celebra cuando empieza a crecerle el cabello a un menor de edad)
- El pediche (se celebra cuando una pareja de enamorados se compromete)